# Dorica castra
En littérature, le dorica castra est une forme particulière de l'anadiplose qui se caractérise non par la reprise d'un même mot au début de l'unité syntaxique suivante mais par la reprise d'un même son de la fin d'une unité au début d'une autre unité.
Le terme même « dorica castra » constitue un dorica castra, puisque le son ca à la fin de dorica est repris au début de castra. Cette figure est particulièrement utilisée dans la poésie latine pour son effet sonore[réf. souhaitée], mais l'exemple le plus connu est celui d'une comptine pour enfant.

## Étymologie
L’expression latine Dorica castra  que Virgile emploie, signifie « le camp grec » ou littéralement « le camp dorien » (Énéide, II, 27)[réf. nécessaire].

## Exemples
« Divinum vinum, Francisca ! »

— Charles Baudelaire, Les Fleurs du mal, Franciscæ meæ laudes
« Que de fois les visages ont changé de visage !

Que de fois j'ai cloué avec des clous de bois

l'heure entre chien et loup traînée par le halage

— l'âge du capitaine parti pour l'autrefois ! »
— Benjamin Fondane, Le Mal des fantômes, « Que de fois les visages… »
Trois p'tits chats, trois p'tits chats, trois p'tits chats, chats, chats

Chapeau d'paille, chapeau d'paille, chapeau d'paille, paille, paille

Paillasson, paillasson, paillasson, -son, -son
— Trois petits chats